# Kongô-Sattva
Kongô-Sattva é um deus budista japonês, o primeiro e o chefe dos dezesseis grandes Bodhisattvas denominados Kongôs. É geralmente considerado como uma emanação de Samantabhadra, personificação da sabedoria suprema e da inteligência, ou do "grande espelho circular" que permite contemplar, com um só olhar, todos os seres existentes nos três mundos.